# Ōno Masao
Ōno Masao (jap. 大埜 正雄; Ōno Masao, * 2. März 1923; † 11. Februar 2001) war ein japanischer Fußballnationalspieler.
Ōno debütierte 1954 in einem WM-Qualifikationsspiel gegen die Auswahl Südkoreas. Dieses Spiel endete in Tokyo 2:2 unentschieden. Zwei weitere Spiele absolvierte er bei den Asienspielen 1954, wo beide Spiele gegen Indonesien (3:5) und Indien (2:3) verloren gingen. Sein letztes Spiel absolvierte er in einem Freundschaftsspiel gegen die Auswahl Burmas, das in Tokyo mit 0:0 endete.